# A Working Man
A Working Man (Titulada en Latinoamérica Rescate Implacable) es una película estadounidense de suspense y acción de 2025 dirigida por David Ayer, escrita por Ayer y Sylvester Stallone, y basada en la novela de 2014 Levon's Trade de Chuck Dixon. Está protagonizada por Jason Statham, Michael Peña y David Harbour.
A Working Man fue estrenada en Estados Unidos por Amazon MGM Studios bajo Metro-Goldwyn-Mayer, e internacionalmente por Warner Bros. Pictures el 28 de marzo de 2025.

## Argumento
Levon Cade es un ex comando de la Royal Marine que ahora trabaja como líder de un equipo de construcción. Es cercano a la familia García, que dirige la empresa. Cuando su hija adolescente Jenny es secuestrada por traficantes rusos, Levon toma cartas en el asunto para recuperarla.
La organización está dirigida por la Bratva, dirigida por Symon Kharchenko. Después de que Levon mata al capitán de alto rango Wolo Kolisnyk, Symon envía a sus hijos Danya y Vanko tras Levon. Levon se infiltra en la organización haciéndose pasar por un traficante para acercarse al hijo de Wolo, Dimi, que dirige la parte de tráfico de la organización. Los captores de Jenny, Viper y Artemis, intentan venderla a un cliente, pero Jenny muerde la mejilla del hombre y se ordena matar, hasta que el cliente cambia de opinión y quiere intentarlo de nuevo con ella. Mientras tanto, Levon es atrapado por Danya y Vanko, pero los mata, lo que hace que las cosas sean personales entre él y Symon.
Levon tiene que llevar a su hija Merry para que se quede con su antiguo compañero soldado Gunny después de que los matones descubren quién es y lo amenazan. Encuentra a Dimi y le pide que lo lleve al complejo donde se encuentra Jenny. Levon mata a Dimi y procede a acribillar hasta el último criminal a su paso, incluida una pandilla de motociclistas y su líder. Levon encuentra a Jenny, mata al cliente, luego mata a Viper mientras Jenny mata a Artemisa. Levon mata a los últimos matones antes de escapar con Jenny. Su hermano le dice a Symon que deje a Levon en paz y que nadie en la organización lo va a ayudar en su cruzada por la venganza, por lo que Symon decide trabajar solo y vengarse de Levon por matar a sus hijos.
Levon devuelve a Jenny a casa con su familia antes de reunirse con Merry y Gunny.

## Reparto
- Jason Statham como Levon Cade, un ex comando de los Royal Marines, ahora capataz de construcción.
- David Harbour como Gunny Lefferty
- Michael Peña como Joe García, el jefe de Levon.
- Jason Flemyng como Wolo Kolisnyk
- Arianna Rivas como Jenny García, la hija de Joe, quien es secuestrada.
- Noemi Gonzalez como Carla García, la madre de Jenny.
- Emmett J. Scanlan como Víbora
- Eva Mauro como Artemisa
- Maximilian Osinski como Dimi Kolisnyk
- Max Croes[4] como Karp
- Kristina Poli como Svetlana Kolisnyk
- Andrej Kaminsky como Symon Kharchenko
- Isla Gie como Merry Cade, la hija pequeña de Levon Cade, que vive con su abuelo desde la muerte de su madre
- Alana Boden como Nina

## Producción
Sylvester Stallone desarrolló originalmente una adaptación de la novela de Chuck Dixon Levon's Trade como una serie de televisión con Balboa Productions. El proyecto se convirtió en una película que se puso a la venta en el American Film Market de 2023, donde se anunció por primera vez que la película tendría a David Ayer como director y a Jason Statham como protagonista. En enero de 2024, Amazon MGM Studios adquirió los derechos de distribución de la película en Estados Unidos y algunos países de Black Bear International, que vendió la película a distribuidores independientes en otros lugares. La película se puso en desarrollo en parte debido a su potencial para entradas posteriores dado el número de novelas escritas por Dixon en la serie.
En abril de 2024, David Harbour, Michael Peña, Jason Flemyng, Arianna Rivas, Noemi Gonzalez, Emmett J. Scanlan, Eve Mauro, Maximilian Osinski, Kristina Poli, Andrej Kaminsky e Isla Gie se unieron al elenco en papeles no revelados.
El rodaje comenzó en abril de 2024 en Londres. El rodaje también tuvo lugar en Winnersh Film Studios en Berkshire, donde terminó el 31 de mayo.

## Lanzamiento
En abril de 2024, la película se estrenaría en Estados Unidos el 17 de enero de 2025. En diciembre de 2024, el título se cambió de Levon's Trade a A Working Man, con una nueva fecha de lanzamiento del 28 de marzo de 2025. El estreno en cines también incluyó compromisos en 4DX, Dolby Cinema y D-Box.

## Recepción

### Taquilla
En los Estados Unidos y Canadá, A Working Man se estrenó junto con The Woman in the Yard, The Penguin Lessons y Death of a Unicorn, y se proyectó que recaudaría entre $ 10 y $ 12 millones en 3,262 cines en su primer fin de semana. La película recaudó 5,6 millones de dólares en su primer día, incluidos 1,1 millones de dólares de los avances del jueves por la noche. Tuvo un rendimiento ligeramente superior y debutó con 15,2 millones de dólares, encabezando la taquilla.

### Respuesta de la crítica
En el sitio web agregador de reseñas Rotten Tomatoes, el 52% de las 89 reseñas de críticos son positivas, con una calificación promedio de 4.9/10. Metacritic, que utiliza un promedio ponderado, asignó a la película una puntuación de 55 sobre 100, basada en 27 críticos, lo que indica críticas "mixtas o promedio". El público encuestado por CinemaScore le dio a la película una calificación promedio de "B" en una escala de A+ a F.
En una reseña de 2 de 5 estrellas para The Guardian, Jesse Hassenger escribió: "En el mejor de los casos, una película como A Working Man funciona como una actualización de la dura historia de detectives, con un matón resistente que lleva a cabo su propia investigación de personas desaparecidas fuera de los libros. [...]. Pero Stallone y Ayer no tienen paciencia para demasiadas artimañas; Lo suyo es más el éxito de las calaveras, y como película de acción, A Working Man no alcanza los niveles vertiginosos de lo mejor de Statham".
En una reseña para The Hollywood Reporter, Frank Scheck elogió la actuación, incluida la de Statham, pero particularmente la de Harbour, pero declaró: "La película se siente demasiado larga con casi dos horas, y la repetitividad se instala temprano. Pero tiene sus agradables toques excéntricos, varios de los cuales huelen a Stallone, quien a menudo infunde sus interpretaciones con un humor sutil".